# Apatura koreilia
Apatura koreilia är en fjärilsart som beskrevs av Felix Bryk 1946. Apatura koreilia ingår i släktet Apatura och familjen praktfjärilar. Inga underarter finns listade i Catalogue of Life.